# Однородное дифференциальное уравнение
Существует два понятия однородности дифференциальных уравнений.

## Однородность по аргументу
Обыкновенное уравнение первого порядка {\displaystyle y'=f(x,y)} называется однородным относительно x и y, если функция {\displaystyle f(x,y)} является однородной степени 0:
{\displaystyle f(\lambda x,\lambda y)=\lambda ^{0}f(x,y)=f(x,y)}.
Однородную функцию можно представить как функцию от {\displaystyle {\frac {y}{x}}}:
{\displaystyle \ f(x,y)=f\left(1,{\frac {y}{x}}\right)=g\left({\frac {y}{x}}\right)}.
Используем подстановку {\displaystyle {\frac {y}{x}}=u}, а затем воспользуемся правилом произведения: {\displaystyle {\frac {d(ux)}{dx}}=x{\frac {du}{dx}}+u{\frac {dx}{dx}}=x{\frac {du}{dx}}+u}. 
Тогда дифференциальное уравнение {\displaystyle y'=f(x,y)} сводится к уравнению с разделяющимися переменными:
{\displaystyle u'x+u=g(u)\Rightarrow {\frac {du}{u-g(u)}}+{\frac {dx}{x}}=0}.

## Однородность по правой части
Дифференциальное уравнение является однородным, если оно не содержит свободного члена — слагаемого, не зависящего от неизвестной функции. Так, можно говорить, что уравнение {\displaystyle F(y,y',y'',\ldots )=G(x)} — однородно, если {\displaystyle G(x)\equiv 0}.
В случае, если {\displaystyle G(x)\neq 0}, говорят о неоднородном дифференциальном уравнении.
Именно для решения линейных однородных дифференциальных уравнений была построена целая теория, чему способствовало выполнение у них принципа суперпозиции.